# Rijksstad Keulen
De rijksstad Keulen was een tot de Nederrijns-Westfaalse Kreits behorende vrije rijksstad binnen het Heilige Roomse Rijk.
In de late 13e eeuw raakte het patriciaat van de stad Keulen in conflict met de aartsbisschop. In de slag bij Woeringen in 1288 vocht het contingent van de Keulse burgers aan de kant van de hertog van Brabant, de vijand van de bisschop. Dankzij de nederlaag van de aartsbisschop kon de stad zich van diens heerschappij bevrijden en in feite een onafhankelijke stadstaat worden midden in de rest van het keurvorstendom, dat onder het gezag van de aartsbisschop bleef. Die aartsbisschop zou voortaan zijn zetel in Bonn hebben.
De stedelijke universiteit werd in 1388 gesticht. In 1395 verloor de aartsbisschop de laatste rechterlijke bevoegdheden binnen de stad. Rond die tijd was Keulen met 120.000 inwoners de grootste stad van het Heilige Roomse Rijk. In 1475 bevestigde keizer Frederik III officieel de status van Keulen als vrije rijksstad, de stad hoefde de aartsbisschop ook niet meer in te huldigen. Na het protestantenverbod van 1575 vertrokken er zo veel economisch sterke aanhangers van dit geloof naar Mülheim aan de overkant van de Rijn, dat het een economische bedreiging voor de stad vormde.
Vanaf de late 14e eeuw tot 1794 kende Keulen een vrijwel uniek instituut: de zogenaamde Gaffeln. Een Gaffel was een zeer invloedrijke, deels ook voor de defensie en openbare orde verantwoordelijke broederschap van volwassen mannen, die gelieerd was aan een gilde, maar waarvan de leden niet noodzakelijkerwijs tot het desbetreffende gilde behoorden. De facto waren bijna alle mannen in Keulen lid van een Gaffel, uitgezonderd leden van naar toenmalige opvattingen als "outcasts" beschouwde bevolkings- en beroepsgroepen zoals Joden, zigeuners en beulen. Het woord Gaffel, of in dialect Jaffel, is afgeleid van de tweetandige zilveren vork ( Duits : Gabel, ) waarvan bij gemeenschappelijke maaltijden werd gegeten.
In 1794 werd de stad bezet door Franse troepen. De oude bestuursvorm bleef nog tot 1796 bestaan en in 1797 werd de Rijksstad bij de Franse Republiek ingelijfd. Na de ineenstorting van het Franse keizerrijk bezetten op 14 januari 1814 Russische en Pruisische troepen de stad, die door het Congres van Wenen op 8 februari 1815 aan het koninkrijk Pruisen werd toegewezen.